# 8kun
8kun（前称8chan, Infinitechan或Infinitychan）是一個美國貼圖討論版，由用戶建立的討論版組成。建立每個版的用戶會自動成為該版的版主，而網站的管理員甚少介入版內的管理工作。
任何符合美國法律的內容均可發佈到該網站上。
該網站在玩家門事件中扮演了重要角色。由於4chan封禁了任何與該事件有關的貼文，所以與該事件有關的人士便轉到在8chan討論。8chan數個討論版亦與不同互聯網次文化有關，其中最顯著者為另類右翼運動。
截至2019年8月，該網站是全球第4,546名最多人瀏覽的網站。根据2014年11月的数据，它每天有約35,000名訪客，每星期有約400,000張貼文。
在2019年8月，由于该年度发生的多起枪击案凶手都在8chan上发表了种族主义宣言，8chan的托管服务商Cloudflare通过其官方博客宣布终止对8chan的托管。在此之前，Cloudflare對8chan一直采取容忍的態度。

## 历史
8chan诞生于2013年10月。它的创建者是程序员弗雷德里克·布倫南（别称"Hotwheels"）。 布伦南认为，随着网络监视的逐步升级，互联网言论自由正在一步步丧失，而当时的匿名贴图讨论版4chan有被他认为有独裁主义的趋向。在这样的想法下，布伦南创建了8chan，并将之描述为一个“对言论自由友好”（free-speech-friendly）的备选网站。
8chan的使用者不需要掌握任何编程技能就可以创建自己的讨论版，讨论版的创建者将自动成为该讨论版的版主。从2014年3月开始，8chan的FAQ就只声明了一项全域强制规则：不要发布、请求或链接到任何在美国被视为非法的内容。不要以发布或传播此类内容为唯一目的创建讨论板。布伦南认为，尽管他发现用户发布的一些内容“应该受到谴责”，但他个人觉得有义务维护网站的完整性，容忍他不一定支持的讨论，无论他的道德立场如何。
布伦南同意与日本贴图讨论版2channel合作，并于2014年10月迁居菲律宾。
2015年1月，在多人向8chan的注册商提交报告称该网站存在儿童色情内容后，该网站将其域名8chan.co更改为8ch.net，尽管随后重新获得了8chan.co域名，8chan仍然使用8chan.net域名，旧的域名重定向到8chan.net。
在2015年中期，一个名为Infinity Next的新平台由8chan的共同所有者Joshua Moon领头开始开发，旨在修复8chan之前使用的旧平台的种种漏洞。然而新平台的开发并不顺利，Joshua Moon的一意孤行和数次迁移到新平台的失败尝试，导致新平台的上线日期不断推迟。最终布伦南终止了Infinity Next的开发并解雇了Joshua Moon。布伦南于2016年7月正式辞职，将该网站移交给吉姆·沃特金斯和他的儿子Ron。布伦南声称他的辞职与Infinity Next的失败和对8chan现状的失望有关。
在2019年8月5日，Cloudflare终止了对8chan的服务，理由是它与美国各地的发生的大规模枪击事件有关。 Cloudflare博客表示：8chan是超过1900万使用Cloudflare服务的互联网网站之一。我们刚刚宣布，我们将在今天太平洋时间午夜终止对8chan的服务。理由很简单：他们已证明自己无法无天，并且这种态度已经酿成多次惨剧。即使8chan在拒绝压制他们充满仇恨的社区方面可能没有违反法律条文，他们也创造了一种侵犯其精神的环境。8chan随后迅速找到了新的CDN服务商BitMitigate并暂时恢复了正常访问。然而8chan使用的服务器并非由BitMitigate及其母公司Epik拥有，而是租赁自另一家互联网服务提供商Voxility，Voxility在发现其服务器用于托管仇恨内容之后终止了其与Epik的合作，8chan因此再次下线，截至2019年8月6日，8chan.net域名已经停止解析。

## 争议

### 玩家门
2014年9月18日，在4chan禁止了玩家门相关内容的讨论后，8chan迅速成为了玩家门讨论的数个主要阵地之一。大量用户涌入/gamergate/讨论版，这一讨论版在当时成为了该网站访问量第二大的讨论版。

### 匿名者Q
2018年，一名在4chan上署名为“Q”的匿名用户在宣传了与深层政府有关的阴谋论后迅速引起了人们的关注，并最终导致了一场国际运动（被称为QAnon，即匿名者Q）。 Q的追随者们最初在Reddit上进行相关的讨论，讨论的内容包括Q的帖子和其他在8chan上匿名发表的内容。然而，Reddit不久封禁了相关的讨论版，大量用户随后涌入了8chan以便继续进行相关的讨论。